# Eleição municipal de Florianópolis em 1996
A Eleição municipal de Florianópolis em 1996 ocorreu em 3 de outubro do mesmo ano, para a eleição de um prefeito, um vice-prefeito e mais 21 vereadores. O prefeito era Sérgio Grando, do PPS, que terminaria seu mandato em 1 de janeiro de 1997. Ângela Amin, do PPB, foi eleita prefeita de Florianópolis no segundo turno, para governar a cidade pelo período de 1.º de janeiro de 1997 a 31 de dezembro de 2000.

## Candidatos
|  | N.º | Candidato(a) a prefeito | Candidato(a) a prefeito                                 | Candidato(a) a vice-prefeito | Candidato(a) a vice-prefeito                        | Coligação |
|  | --- | ----------------------- | ------------------------------------------------------- | ---------------------------- | --------------------------------------------------- | --- |
|  | 11  |                         | Ângela Amin (PPB) Ângela Regina Heinzen Amin Helou      |                              | Péricles Prade (PSDB) Pericles Luiz Medeiros Prade  | "Força Capital" - Partido Progressista Brasileiro (PPB) - Partido da Social Democracia Brasileira (PSDB) - Partido Trabalhista Brasileiro (PTB)                                                                |
|  | 13  |                         | Afrânio Boppré (PT) Afrânio Tadeu Boppré                |                              | Ricardo Baratieri (PT) Ricardo Baratieri            | "Frente Popular" - Partido dos Trabalhadores (PT) - Partido Comunista do Brasil (PCdoB) - Partido Democrático Trabalhista (PDT) - Partido Popular Socialista (PPS) - Partido Socialista Brasileiro (PSB)       |
|  | 15  |                         | Edison Andrino (PMDB) Edison Adrião Andrino de Oliveira |                              | Anita Silveira (PMDB) Anita Maria Silveira Pires    | Partido não coligado - Partido do Movimento Democrático Brasileiro (PMDB) |
|  | 16  |                         | Joaninha (PSTU) Joaninha de Oliveira Johnson            |                              | Diego de Sturdze (PSTU) Diego de Sturdze            | Partido não coligado - Partido Socialista dos Trabalhadores Unificado (PSTU) |
|  | 43  |                         | Rogério Portanova (PV) Rogério Silva Portanova          |                              | Edson Teixeira (PAN) Edson Sebastião Teixeira       | "Aliança Pela Vida" - Partido Verde (PV) - Partido dos Aposentados da Nação (PAN) - Partido da Mobilização Nacional (PMN) - Partido Renovador Trabalhista Brasileiro (PRTB) - Partido Social Democrático (PSD) |
|  | 25  |                         | Vinicius Lummertz (PFL) Vinícius René Lummertz Silva    |                              | João Silveira (PFL) João da Bega Itamar da Silveira | "Nossa Cidade" - Partido da Frente Liberal (PFL) - Partido Liberal (PL) - Partido Social Cristão (PSC) - Partido Social Liberal (PSL)                                                                          |

## Resultado da eleição para prefeito
| 1.º Turno 3 de outubro de 1996 | 1.º Turno 3 de outubro de 1996 | 1.º Turno 3 de outubro de 1996 | 1.º Turno 3 de outubro de 1996 |
| Candidato(a)                   | Vice                           | Votação                        | Votação                        |
| Candidato(a)                   | Vice                           | Total                          | Porcentagem                    |
| ------------------------------ | ------------------------------ | ------------------------------ | ------------------------------ |
| Ângela Amin (PPB)              | Pericles Prade (PSDB)          | 54.005                         | 32,94%                         |
| Afrânio Boppré (PT)            | Ricardo Baratieri (PT)         | 41.804                         | 25,50%                         |
| Edison Andrino (PMDB)          | Anita da Silveira (PMDB)       | 35.902                         | 21,90%                         |
| Vinícius Lummertz (PFL)        | João Silveira (PFL)            | 28.228                         | 17,22%                         |
| Rogério Portanova (PV)         | Edson Teixeira (PAN)           | 2.222                          | 1,35%                          |
| Joaninha (PSTU)                | Diego de Sturdze (PSTU)        | 1.795                          | 1,09%                          |
| Total de votos válidos         | Total de votos válidos         | 163.956                        | 100,00%                        |
| Votos apurados                 |                                |                                |                                |
| Votos válidos                  | Votos válidos                  | 163.956                        | 93,67%                         |
| Votos em branco                | Votos em branco                | 1.903                          | 1,09%                          |
| Votos nulos                    | Votos nulos                    | 9.181                          | 5,24%                          |
| Total de votos apurados        | Total de votos apurados        | 175.040                        | 100,00%                        |
| Eleitores                      |                                |                                |                                |
| Comparecimento                 | Comparecimento                 | 175.040                        | 85,37%                         |
| Abstenções                     | Abstenções                     | 29,998                         | 14,63%                         |
| Total de eleitores             | Total de eleitores             | 205.038                        | 100,00%                        |

| 2.º Turno 15 de novembro de 1996 | 2.º Turno 15 de novembro de 1996 | 2.º Turno 15 de novembro de 1996 | 2.º Turno 15 de novembro de 1996 |
| Candidato(a)                     | Vice                             | Votação                          | Votação                          |
| Candidato(a)                     | Vice                             | Total                            | Porcentagem                      |
| -------------------------------- | -------------------------------- | -------------------------------- | -------------------------------- |
| Ângela Amin (PPB)                | Pericles Prade (PSDB)            | 87.856                           | 53,84%                           |
| Afrânio Boppré (PT)              | Ricardo Baratieri (PT)           | 75.320                           | 46,16%                           |
| Total de votos válidos           | Total de votos válidos           | 163.176                          | 100,00%                          |
| Votos apurados                   |                                  |                                  |                                  |
| Votos válidos                    | Votos válidos                    | 163.176                          | 95,24%                           |
| Votos em branco                  | Votos em branco                  | 1.874                            | 1,09%                            |
| Votos nulos                      | Votos nulos                      | 6.288                            | 3,67%                            |
| Total de votos apurados          | Total de votos apurados          | 171.338                          | 100,00%                          |
| Eleitores                        |                                  |                                  |                                  |
| Comparecimento                   | Comparecimento                   | 171.338                          | 83,56%                           |
| Abstenções                       | Abstenções                       | 33.700                           | 16,44%                           |
| Total de eleitores               | Total de eleitores               | 205.038                          | 100,00%                          |

## Vereadores eleitos
São relacionados os 21 candidatos eleitos para o cargo de vereador pele cidade de Florianópolis que que assumiram o mandato na Câmara de Vereadores em 1.º de janeiro de 1997.

Representação eleita
  PFL: 5
  PMDB: 4
  PPB: 3
  PSL: 3
  PT: 3
  PSDB: 2
  PCdoB: 1

| Número | Vereadores                             | Partido | Votação | Porcentagem |
| ------ | -------------------------------------- | ------- | ------- | ----------- |
| 15666  | Misael Mendes da Silva                 | PMDB    | 2.900   | 1,76%       |
| 15619  | Icuriti Pereira da Silva               | PMDB    | 2.741   | 1,67%       |
| 25696  | Juarez Silveira                        | PFL     | 2.730   | 1,66%       |
| 15601  | Francisco Rzatki                       | PMDB    | 2.706   | 1,65%       |
| 65678  | Liacarmen Kleine                       | PCdoB   | 2.623   | 1,60%       |
| 25666  | Paulo Avila da Silva                   | PFL     | 2.615   | 1,59%       |
| 15650  | Gean Marques Loureiro                  | PMDB    | 2.519   | 1,53%       |
| 25625  | Ptolomeu Bittencourt Junior            | PFL     | 2.408   | 1,47%       |
| 11678  | Demosthenes Jose Machado               | PPB     | 2.303   | 1,40%       |
| 25651  | Jose Leandro Martins                   | PFL     | 2.281   | 1,39%       |
| 25660  | Heriberto Basilio Ramos Junior         | PFL     | 2.268   | 1,38%       |
| 17650  | Joao Aparicio Telles Pires Bittencourt | PSL     | 2.105   | 1,28%       |
| 45699  | Andre Freyesleben Ferreira             | PSDB    | 2.015   | 1,23%       |
| 13699  | Marcio Jose Pereira de Souza           | PT      | 1.891   | 1,15%       |
| 11654  | Michel Curi                            | PPB     | 1.874   | 1,14%       |
| 11690  | Alcino Vieira                          | PPB     | 1.851   | 1,13%       |
| 17677  | Nilson Nelson Machado                  | PSL     | 1.783   | 1,08%       |
| 13650  | Mauro Guimaraes Passos                 | PT      | 1.647   | 1,00%       |
| 13666  | Lazaro Bregue Daniel                   | PT      | 1.620   | 0,99%       |
| 17611  | Jaime Tonello                          | PSL     | 1.542   | 0,94%       |
| 45678  | Dalmo Deusdedit Meneses                | PSDB    | 1.345   | 0,82%       |